# X265
x265 és un codificador per crear fluxos de vídeo digitals en el format de compressió de vídeo High Efficiency Video Coding (HEVC/H.265) desenvolupat pel Joint Collaborative Team on Video Coding (JCT-VC).
Està disponible com una aplicació de línia d'ordres o una biblioteca de programari, sota els termes de la Llicència Pública General (GPL) de GNU versió 2 o posterior; no obstant això, els clients poden sol·licitar una llicència comercial.

## Història
x265 es basa en el codi font de x264, un codificador de vídeo de codi obert per a l'anterior estàndard de codificació de vídeo MPEG, H.264/MPEG-4 AVC. El projecte té llicència dels drets per utilitzar el codi font x264. El desenvolupament a x265 va començar el març de 2013. MulticoreWare va fer que el codi font per a x265 estigui disponible públicament el 23 de juliol de 2013.

## Detalls tècnics
x265 admet els perfils d'imatge fixa principal, principal 10, principal 12 i principal de HEVC (inclosos els perfils intra-només), utilitzant una profunditat de bits de 8 bits o 10 bits per mostra YCbCr amb 4:2:0, 4 :2:2 o 4:4:4 submostreig de croma. x265 admet la majoria de les funcions de x264, inclosos tots els modes de control de velocitat: QP constant (CQP), factor de velocitat constant (CRF), velocitat de bits mitjana (ABR), control de velocitat del verificador de memòria intermèdia de vídeo de 2 passades o múltiples. Els algorismes de qualitat visual inclouen CU-Tree (el successor de l'arbre de macroblocs de x264), quantificació adaptativa, piràmide b, predicció ponderada i optimitzacions psicovisuals (psy-rd i psy-rdoq). També s'admet un mode totalment sense pèrdues. S'admet l'escalabilitat temporal, la qual cosa permet codificar un vídeo en un flux de bits HEVC de capa base que és la meitat de la velocitat de fotogrames de la velocitat de fotogrames de vídeo d'entrada i una capa de millora que es pot descodificar juntament amb la capa base per permetre la reproducció al màxim. velocitat de fotogrames.